# Toxicocalamus lamingtoni
Toxicocalamus lamingtoni — вид отруйних змій родини аспідових (Elapidae). Ендемік Папуа Нової Гвінеї.

## Поширення й екологія
Toxicocalamus lamingtoni мешкають на північних схилах гір Оуен-Стенлі в провінції Оро та на півдні провінції Моробе. Зустрічаються на висоті від 100 до 940 м над рівнем моря.